# Cyrtodactylus philippinicus
Cyrtodactylus philippinicus este o specie de șopârle din genul Cyrtodactylus, familia Gekkonidae, ordinul Squamata, descrisă de Steindachner 1867. A fost clasificată de IUCN ca specie cu risc scăzut. Conform Catalogue of Life specia Cyrtodactylus philippinicus nu are subspecii cunoscute.

## Galerie

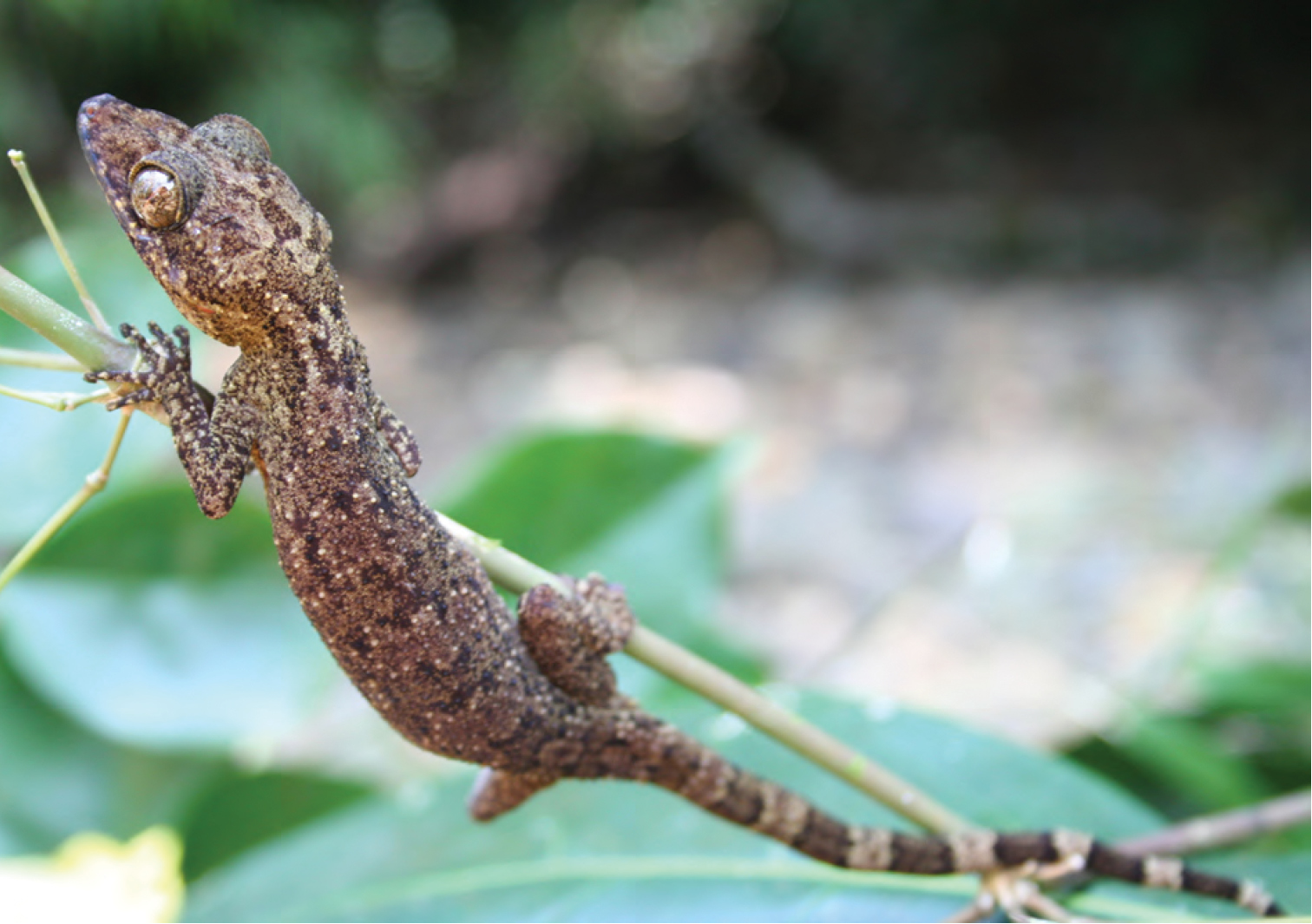